# 281880 Wuweiren
281880 Wuweiren è un asteroide della fascia principale. Scoperto nel 2007, presenta un'orbita caratterizzata da un semiasse maggiore pari a 3,2082340 au e da un'eccentricità di 0,1256988, inclinata di 17,21171° rispetto all'eclittica.